# Scilla kladnii
Scilla kladnii är en sparrisväxtart som beskrevs av Philipp Johann Ferdinand Schur. Scilla kladnii ingår i släktet blåstjärnesläktet, och familjen sparrisväxter. Inga underarter finns listade i Catalogue of Life.

## Bildgalleri

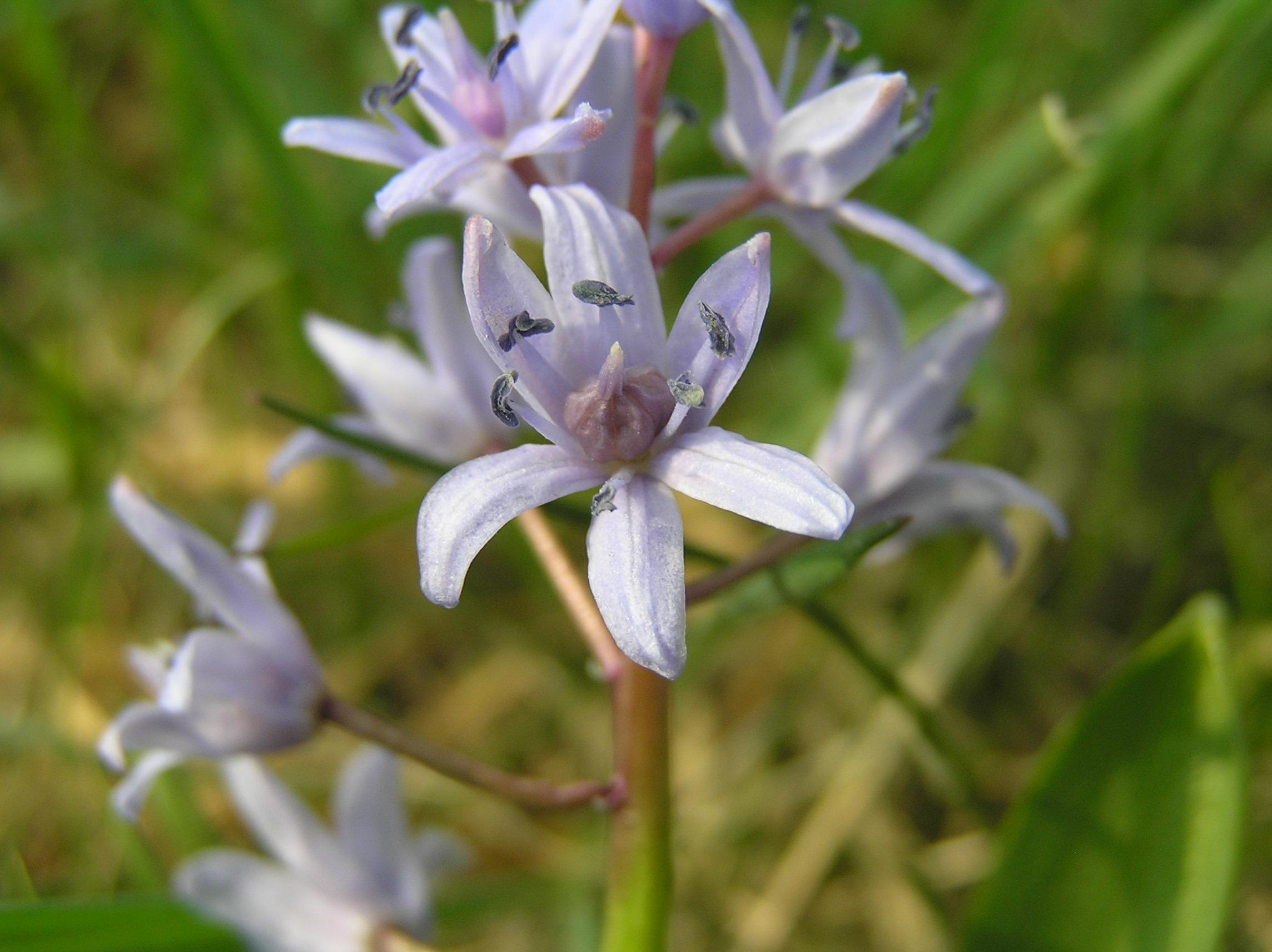
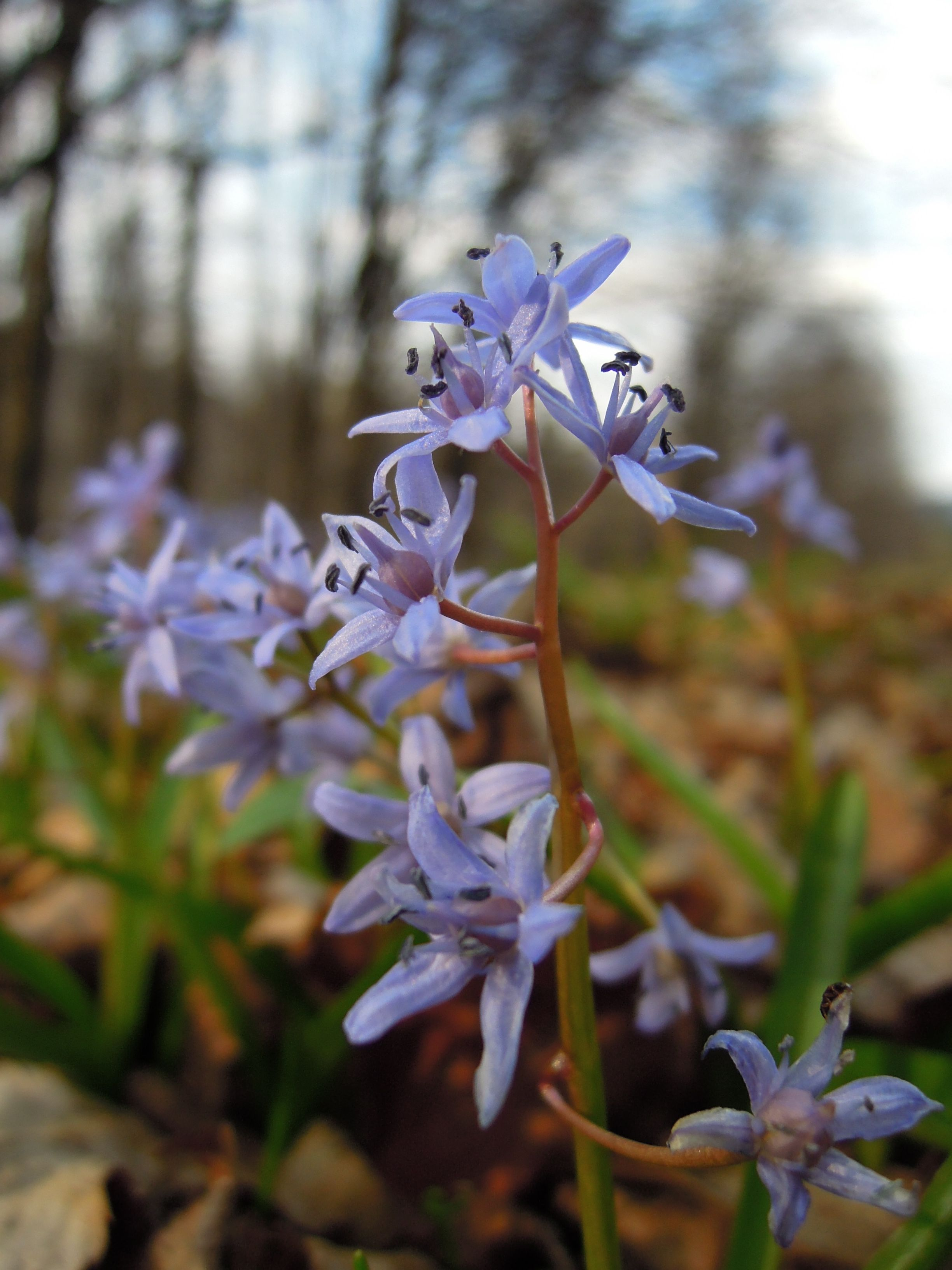
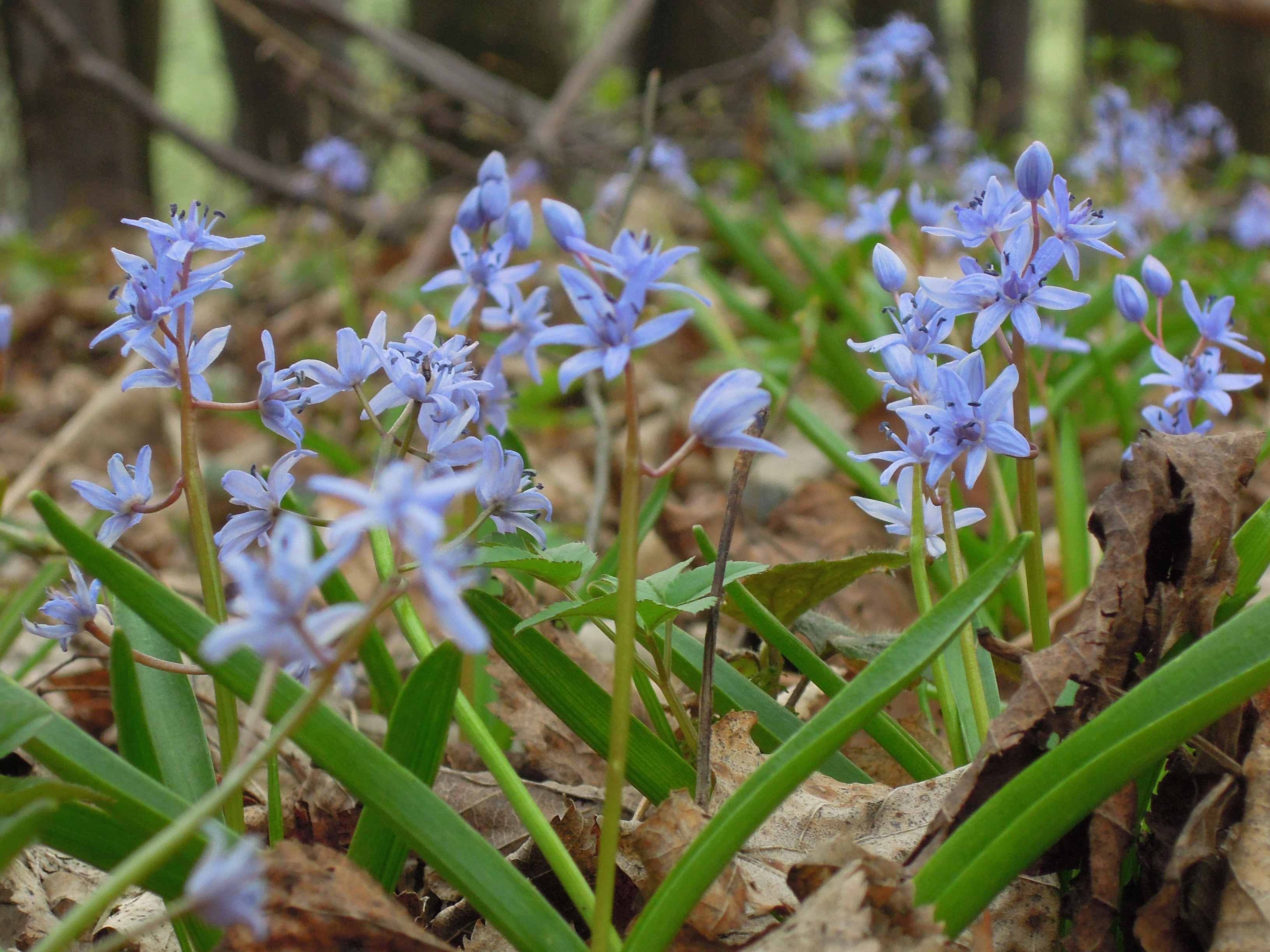